# Gumla
Gumla è una suddivisione dell'India, classificata come municipality, di 39.790 abitanti, capoluogo del distretto di Gumla, nello stato federato del Jharkhand. In base al numero di abitanti la città rientra nella classe III (da 20.000 a 49.999 persone).

## Geografia fisica
La città è situata a 23° 02' 52 N e 84° 32' 32 E.

## Società

### Evoluzione demografica
Al censimento del 2001 la popolazione di Gumla assommava a 39.790 persone, delle quali 20.623 maschi e 19.167 femmine. I bambini di età inferiore o uguale ai sei anni assommavano a 5.919, dei quali 3.003 maschi e 2.916 femmine. Infine, coloro che erano in grado di saper almeno leggere e scrivere erano 29.755, dei quali 16.421 maschi e 13.334 femmine.